# Eragrostis decumbens
Eragrostis decumbens là một loài thực vật có hoa trong họ Hòa thảo. Loài này được Renvoize mô tả khoa học đầu tiên năm 1971.